# Saint-Georges-sur-Loire
 Saint-Georges-sur-Loire  es una población y comuna francesa, en la región de Países del Loira, departamento de Maine y Loira, en el distrito de Angers y cantón de Saint-Georges-sur-Loire.

## Demografía
| 1960 | 2001 | 2330 | 3015 | 3101 | 3011 |
| Para los censos de 1962 a 1999 la población legal corresponde a la población sin duplicidades (Fuente: INSEE [Consultar]) |      |      |      |      |      |

Pueblo hermanado con Mancha Real.